# Tarumirim
Município de Tarumirim is een gemeente in de Braziliaanse deelstaat Minas Gerais. De gemeente telt 14.585 inwoners (schatting 2009).

## Aangrenzende gemeenten
De gemeente grenst aan Alvarenga, Conselheiro Pena, Dom Cavati, Engenheiro Caldas, Inhapim, Itanhomi, São João do Oriente en Sobrália.

## Verkeer en vervoer
De plaats ligt aan de weg BR-458.